# Roach & Albanus
Roach & Albanus war ein US-amerikanischer Hersteller von Fahrzeugen.

## Unternehmensgeschichte
Das Unternehmen hatte seinen Sitz in Fort Wayne in Indiana. Hauptsächlich stellte es Kutschen her. Zwischen 1899 und 1900 entstanden auch Automobile. Der Markenname lautete Roach & Albanus. Die Anzahl der Kraftfahrzeuge blieb gering.
Es ist nicht bekannt, ob das Unternehmen nach 1900 noch existierte.

## Fahrzeuge
Im Angebot stand nur ein Modell. Den Motor hatte Henry R. Hart aus der gleichen Stadt entwickelt. Er gab an, der Motor sei nahezu perfekt und habe eine Besonderheit, die allerdings nicht erklärt wurde.